# Jörg Armbruster

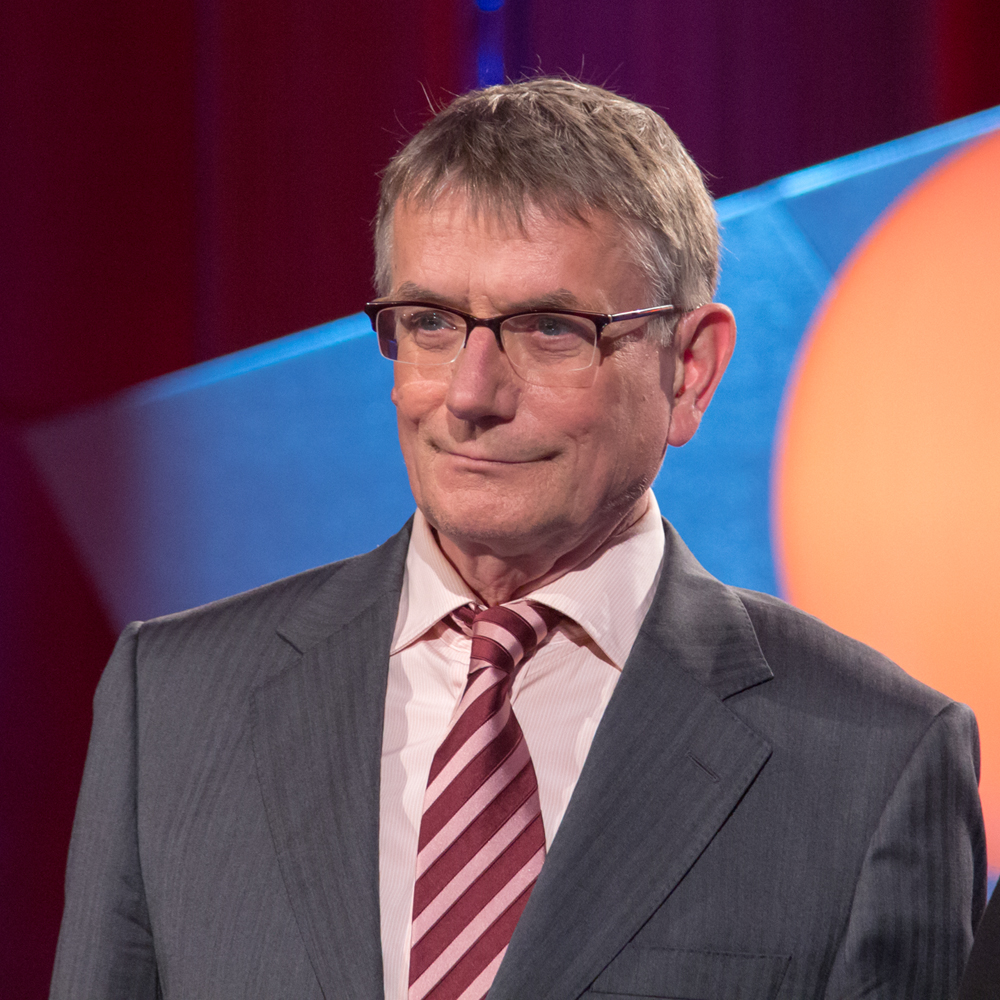
Jörg Armbruster bei der Preisverleihung des Hanns-Joachim-Friedrich-Preises 2013

Hans Jörg Armbruster (* 22. November 1947 in Tübingen) ist ein deutscher Journalist. Bis Ende 2012 war er Korrespondent der ARD für den Nahen und Mittleren Osten.

## Leben und Karriere
Armbruster studierte in Köln von 1968 bis 1973 Sozialwissenschaften, Politikwissenschaft, Volkswirtschaft, Theaterwissenschaft und Sprachwissenschaft, bevor er seine fünfjährige Arbeitszeit in der Hörfunkabteilung beim Westdeutschen Rundfunk begann. Gleichzeitig zu dieser Arbeit beim WDR (1974–1978) war er durch einen Lehrauftrag an der Fachhochschule für Sozialwesen in Köln tätig. 1979 wechselte er nach Heidelberg zum Süddeutschen Rundfunk (SDR), wo er bis 1982 als Reporter und Moderator beim Radio arbeitete.
1982 wechselte er dann zum Fernsehen und war dort bis 1986 in Mannheim als Reporter und Moderator des SDR angestellt. Seine Laufbahn beim Fernsehen setzte er auch weiterhin beim Süddeutschen Rundfunk fort. Bis 1988 als Redakteur für die Innenpolitik, als Auslandskorrespondent und -redakteur bis 1994 und 1995–1998 Leiter der Auslandsabteilung des SDR. Als ARD-Korrespondent wirkte er von 1999 bis Juli 2005 im Gebiet Naher Osten/Mittlerer Osten mit Hauptsitz in Kairo. Seit dem Beginn des Irakkrieges befand er sich jedoch meist in Bagdad.
Von September 2005 an leitete er beim Südwestrundfunk die Abteilung Ausland/Europa und moderierte bis Januar 2010 bei der ARD den Weltspiegel. Ab dem 1. August 2010 war er erneut ARD-Korrespondent für den Nahen Osten mit Sitz in Kairo. Zufälliger Zeuge der Zeitgeschichte wurde Armbruster dort bei seiner Berichterstattung zur Revolution in Ägypten 2011, da der Rücktritt des Präsidenten Husni Mubarak am 11. Februar 2011 während einer Live-Schaltung der Tagesschau zu Armbruster bekannt wurde. Er kommentierte die plötzlich aufkommenden Jubelschreie vom Balkon, während die Kamera von dort in die Menge schwenkte.
Im Zusammenhang mit dem Syrien-Konflikt berichtete Jörg Armbruster auch aus Damaskus, wo seine journalistische Arbeit nur unter der Aufsicht des Regimes stattfand: So waren Dreharbeiten und Interviews erst nach Zustimmung des syrischen Informationsministeriums möglich.
Das letzte Mal moderierte er den Weltspiegel am 9. Dezember 2012. Im Januar 2013 gab er die Leitung des ARD-Auslandsstudios in Kairo an Volker Schwenck ab. Am 29. März 2013 wurde Armbruster im nordsyrischen Aleppo angeschossen und nach einer Notoperation in die Türkei gebracht. Armbruster war während der Dreharbeiten für den Dokumentarfilm Zwischen Krieg und Frieden – Der neue Nahe Osten zusammen mit dem SWR-Hörfunkreporter Martin Durm in einen Schusswechsel geraten. Am 1. April 2013 begab sich Armbruster in die Reha im Klinikum Stuttgart. Er schreibt weiterhin politische Analysen der Situation in der Arabischen Welt, unter anderem für vorwaerts.de.

## Auszeichnungen
Jörg Armbruster erhielt am 2. April 1989 für die Redaktion Innenpolitik den Deutsch-Französischen Journalisten-Preis des Saarländischen Rundfunks.
Im Jahr 2004 wurden Jörg Armbruster und Arnim Stauth für ihre Dokumentation Folter im Namen der Freiheit für den Deutschen Fernsehpreis nominiert.
Jörg Armbruster erhielt im Jahr 2013 den Hanns-Joachim-Friedrichs-Preis für Fernsehjournalismus sowie zusammen mit Martin Durm den von der Leipziger Medienstiftung verliehenen Preis für die Freiheit und Zukunft der Medien.
Bei der Verleihung des Bayerischen Fernsehpreises am 22. Mai 2015 erhielt Jörg Armbruster den Ehrenpreis des Bayerischen Ministerpräsidenten für sein Lebenswerk.

## Schriften
- Jörg Armbruster: Der arabische Frühling: Als die islamische Jugend begann, die Welt zu verändern. Westend, Frankfurt am Main 2011, ISBN 978-3-938060-44-5.
- Jörg Armbruster: Brennpunkt Nahost. Die Zerstörung Syriens und das Versagen des Westens. Westend Verlag, Frankfurt am Main 2013
- Jörg Armbruster: Willkommen im gelobten Land. Deutschstämmige Juden in Israel. Hoffmann und Kampe, Hamburg 2016, ISBN 978-3-455-50417-0.
- Jörg Armbruster: Die Erben der Revolution: Was bleibt vom Arabischen Frühling? Hoffmann und Campe, Hamburg, 2021, ISBN 978-3-455-00941-5